# Kasteel Morek

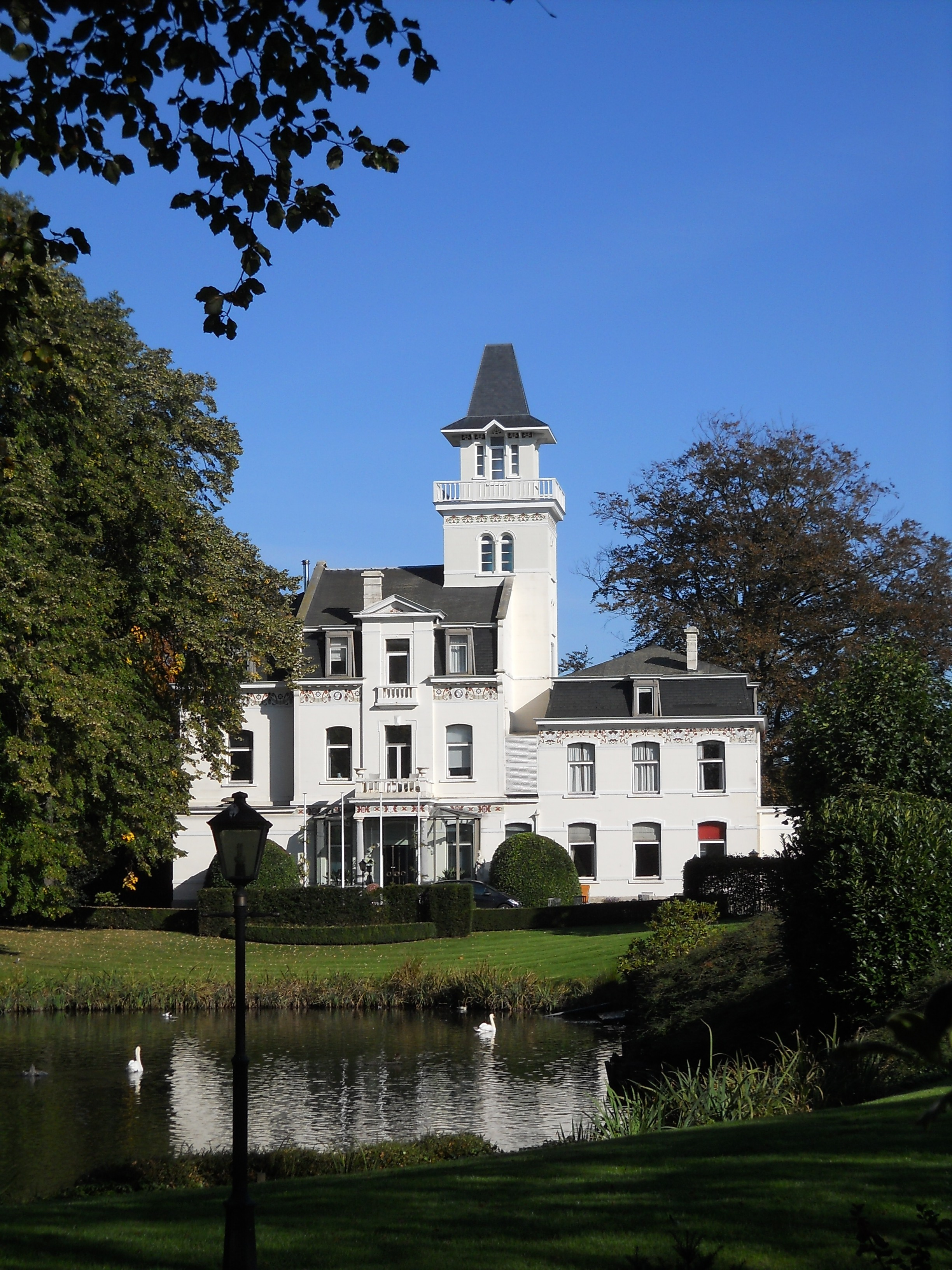
Kasteel Morek

Het Kasteel Morek is een kasteel in de tot de gemeente Gent behorende plaats Wondelgem, gelegen aan de Winkelstraat 21.
Hier stond al eerder een kasteeltje dat in 1867 werd verbouwd en in 1921-1922 werd vergroot en herbouwd. Het kasteeltje heeft een onregelmatige plattegrond. Het wordt gedekt door mansardedaken en het heeft een torentje op vierkante plattegrond, gedekt door een afgeknotte kegel.
Het gebouw ligt in een park met vijver.